# Otoniel Miranda
Otoniel Miranda Andrade (Molango, Hidalgo, 1926). Es un médico y político mexicano, miembro del Partido Revolucionario Institucional, fue durante 28 días Gobernador del estado de Hidalgo en 1975.
Otoniel Miranda es médico egresado del Hospital Saint Agnes de Baltimore, Maryland; desempeño diversos cargos públicos ligados al área de la salud como coordinador de Instituciones para la Protección de la Niñez, Director del Hospital Civil de Pachuca, Director del ISSSTE en Hidalgo, Director de Servicios Médicos del Departamento de Salud de Hidalgo y médico en el Hospital 20 de Noviembre del ISSSTE en México, D. F.; además fue Secretario General de la Confederación Nacional de Organizaciones Populares —sector popular del PRI— en Hidalgo.
Amigo desde la infancia del líder magisterial y Gobernador de Hidalgo Manuel Sánchez Vite, ocupó sus principales cargos públicos bajo su amparo terminando con su postulación como candidato del PRI a gobernador en 1975, en las elecciones de ese año resultó elegido derrotando al candidato del PAN Arturo Trujillo Parada y asumió la gubernatura como sucesor de Sánchez Vite el 1 de abril de 1975.
Sin embargo de inmediato el estado cayó en una crisis política pues se iniciaron sucesivas protestas en su contra de campesinos, a los cuales fue acusado de reprimir ante el Senado de México que tras presuntamente comprobar las acusaciones decretó la desaparición de poderes en el estado, quedando destituido como gobernador el 28 de abril, 28 días de haber asumido el cargo, y fue nombrado como gobernador el senador Raúl Lozano Ramírez.
Se considera que su destitución fue una venganza política del entonces presidente de México Luis Echeverría Álvarez, dirigida principalmente contra su protector Manuel Sánchez Vite por haberle impuesto como candidato a gobernador sin la aprobación del mismo Echeverría, terminando con ello su carrera política.